# Barrière de synchronisation
En programmation concurrente, une barrière de synchronisation permet de garantir qu'un certain nombre de tâches aient passé un point spécifique. Ainsi, chaque tâche qui arrivera sur cette barrière devra attendre jusqu'à ce que le nombre spécifié de tâches soient arrivées à cette barrière.

## Algorithme mono-barrière
Pour réaliser ce premier algorithme de barrière de synchronisation, il faut disposer de deux sémaphores et d'une variable :
- Un sémaphore MUTEX (initialisé à 1) protégeant la variable.
- Un sémaphore ATTENTE (initialisé à 0) permettant de mettre en attente les tâches.
- Une variable Nb_Att (initialisée à 0) permettant de compter le nombre de tâches déjà arrivées à la barrière de synchronisation.

Il faut encore définir la constante N qui indique le nombre de tâches devant arriver à la barrière avant de l'ouvrir.
```
Barriere :
   P(MUTEX)
   Nb_Att++
   SI Nb_Att==N ALORS   
      POUR I DE 1 à N-1 FAIRE 
         V(ATTENTE)
      FIN POUR
      Nb_Att=0
      V(MUTEX)
   SINON
      V(MUTEX)
      P(ATTENTE) 
   FIN SI
```

### Limites de l'algorithme
Ce premier algorithme est correct mais il n'implémente pas une barrière cyclique. Si les tâches doivent se synchroniser plusieurs fois avec une barrière il est alors nécessaire d'utiliser 2 barrières différentes de manière alternative. Le scénario suivant met en évidence, à l'aide d'un contre exemple, que la même barrière ne peut pas être immédiatement réutilisée :
1. Un processus A parmi les N-1 premiers est mis en pause (par un mécanisme préemptif) entre le V(MUTEX) et le P(ATTENTE) et ne reprendra pas la main avant un certain temps.
2. Tous les processus arrivent au niveau de la barrière. Lorsque le dernier processus arrive, le sémaphore ATTENTE vaut alors -(N-2) (car A n'a pas effectué son opération P(ATTENTE)).
3. Le dernier processus arrivé effectue N-1 fois V(ATTENTE) et libère le mutex. Le sémaphore ATTENTE vaut alors 1.
4. Un processus B s'exécute rapidement et arrive à la deuxième barrière de synchronisation.
5. B exécute le code de la barrière, et effectue un P(ATTENTE). Cette opération n'est pas bloquante car le sémaphore ATTENTE vaut 1 (le processus A n'a toujours pas effectué le P(ATTENTE) de la première barrière).

Le processus B aura donc traversé la deuxième barrière de synchronisation avant que tous les autres processus n'y soient arrivés.

## Algorithme multi-barrière
Pour remédier au problème évoqué ci-dessus et mettre en œuvre une barrière cyclique, il est nécessaire d'introduire un second sémaphore qui permettra au dernier processus d'attendre que tous les autres processus aient effectué leur P(ATTENTE) avant de libérer le mutex. Il faut donc :
- Un sémaphore MUTEX (initialisé à 1) protégeant la variable.
- Un sémaphore ATTENTE (initialisé à 0) permettant de mettre en attente les N-1 ièmes tâches.
- Un sémaphore PARTI (initialisé à 0) permettant de mettre en attente la dernière tâche.
- Une variable Nb_Att (initialisée à 0) permettant de compter le nombre de tâches déjà arrivées à la barrière de synchronisation.

```
Barriere :
   P(MUTEX)
   Nb_Att++
   SI Nb_Att==N ALORS
      POUR I DE 1 à N-1 FAIRE
         V(ATTENTE)
      FIN POUR
      
      POUR I DE 1 à N-1 FAIRE
         P(PARTI)
      FIN POUR
      
      Nb_Att=0
      V(MUTEX)
   SINON
      V(MUTEX)
      P(ATTENTE)
      V(PARTI)
   FIN SI
```

Ainsi, si un processus s'exécute plus rapidement que les autres, il ne pourra pas verrouiller le mutex avant que tous les processus ne soient partis.

## Exemples d'utilisation
Les barrières de synchronisation peuvent être utilisées pour
- Garantir qu'une ou plusieurs tâches ont effectué une opération particulière.

- Attendre la fin d'un ensemble de tâches